# ひらんだ駅
ひらんだ駅（ひらんだえき）は、静岡県榛原郡川根本町犬間にある大井川鐵道井川線の駅である。
漢字では「平田」（ひらんだ）と書くが、難読地名のため駅名は平仮名とされている。

## 歴史
- 1990年（平成2年）10月2日：長島ダム建設に伴う新線上に開業。

## 駅構造
単式1面1線のホームを有する地上駅。

## 駅周辺
- 接岨湖 - 長島ダムによってできた人造湖。
- 奥大井接岨湖カヌー競技場
- 川根唐沢駅跡 - ひらんだ駅開業前の廃駅で現在は接岨湖に沈んでいる。ひらんだ駅のやや南方にあった。
- 天狗石茶屋 - 近隣住民の主婦たちによって営業されている茶屋。駅から2.7㎞。

## 隣の駅
大井川鐵道
■井川線
長島ダム駅 - ひらんだ駅 - 奥大井湖上駅